# Autoridad de Supervisión Financiera de Finlandia
La Autoridad de Supervisión Financiera de Finlandia (en finés: Finanssivalvonta [Fiva]; en sueco: Finansinspektionen [FI]; en inglés: Finnish Financial Supervisory Authority, [FIN-FSA]) es la máxima autoridad de reglamentación financiera del gobierno finlandés, responsable de la regulación de los mercados financieros en Finlandia.

## Véase también

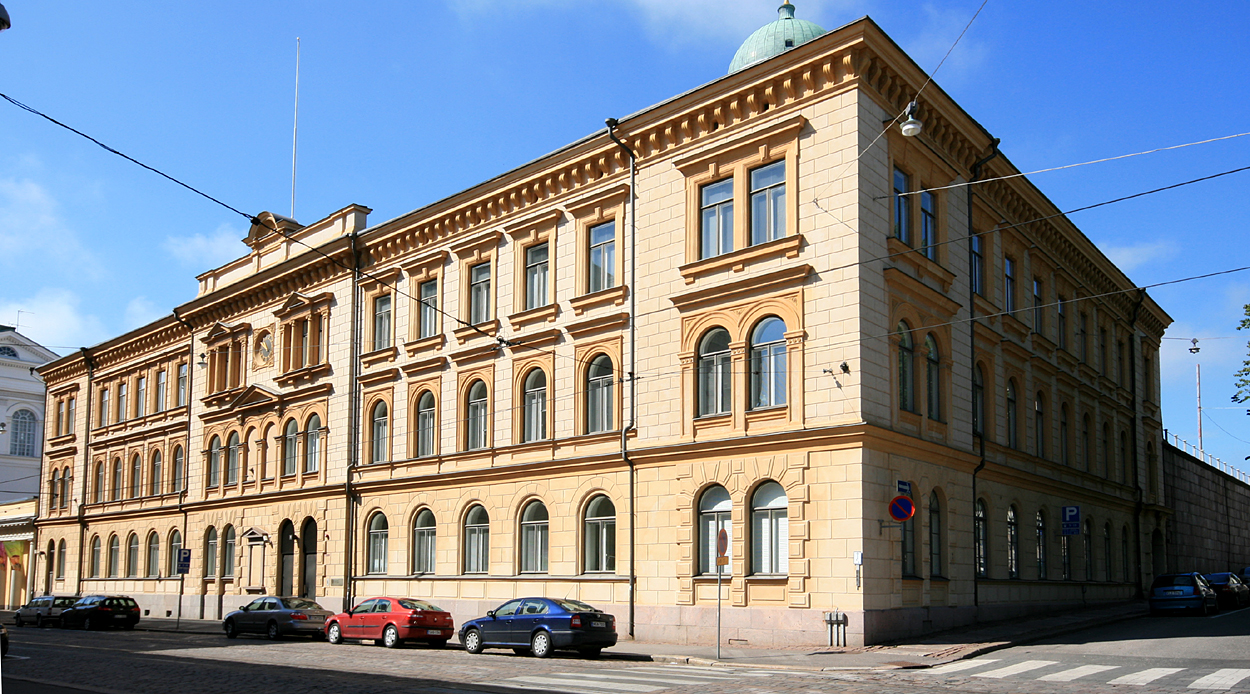
Edificio de la FIN-FSA en Kruununhaka, Helsinki.

## Historia
La Autoridad de Supervisión Financiera (FIN-FSA) fue creada el 1 de enero de 2009, a raíz de una fusión de la antigua Autoridad de Supervisión Financiera y la Autoridad de Supervisión de Seguros. FIN-FSA opera en conexión con el Banco de Finlandia. El predecesor de la Autoridad de Supervisión Financiera fue la Oficina de Supervisión Bancaria (en finés: Rahoitustarkastuslaitos [Rata]; en sueco: Finansinspektionen [FI]).